# Обыкновенная вудфордия
Обыкновенная вудфордия (лат. Zosterops superciliosus) — вид воробьиных птиц из семейства белоглазковых (Zosteropidae).
Открыл птицу британский натуралист и колониальный деятель Чарльз Морриса Вудфорд (1852—1927), в честь которого назван род вудфордий, к которому этот вид относился раньше.

## Описание
Эндемик острова Реннелл (Соломоновы Острова). Обитают в лесах.
Смена поколений происходит через каждые 4,4 года.
МСОП присвоил виду охранный статус «Вызывающие наименьшие опасения» (LC). Среди угроз его будущему называют изменение климата.